# Thiên đường trần gian (Bosch)
Thiên đường trần gian là một bức tranh của họa sĩ người Hà Lan Hieronymus Bosch, thực hiện khoảng năm 1490. Hiện đang được trưng bày tại Dinh Grimani của Santa Maria Formosa, Venezia, Ý. Bức tranh mô tả Thiên đường trần gian, nơi những tội lỗi còn lại của những người được cứu bị rửa trôi. Biểu tượng Suối nguồn sự sống hiện diện tại đỉnh đồi trong bức tranh.
Tác phẩm là một phần trong một bộ liên họa bốn bức, các bức khác gồm Viễn phước, Cú ngã của những kẻ bị đày xuống địa ngục và Địa ngục.